# Paradiestrammena autumnalis
Paradiestrammena autumnalis är en insektsart som först beskrevs av Andrej Vasiljevitj Gorochov 1994.  Paradiestrammena autumnalis ingår i släktet Paradiestrammena och familjen grottvårtbitare. Inga underarter finns listade i Catalogue of Life.